# Олгјерд Гурка
Олгјерд Александер Гурка (12. децембар 1887. - 26. новембар 1955.) је био пољски историчар, политичар и дипломата. 

## Биографија
Рођен је у месту Рава Руска у данашњој Украјини, на граници са Пољском, 1887. године. Одбранио је докторску дисертацију на Универзитету у Лавову. Бавио се издаваштвом за време Првог светског рата када је објавио спис познатији под називом "Анонимни опис источне Европе", први критичко издање овог извора из 14. века. У међуратном периоду радио је као професор на Јагелонском универзитету у Кракову и Универзитету Јана Казимира у Лавову. Поред критичког издања "Анонимног описа" иза себе је оставио многе радове. Докторска дисертација о почецима цистерцитске опатије у Лубјежу објављена је 1911. године (O. Górka, Studia nad dziejami Śląska. Najstarsza tradycja opactwa cystersów w Lubiążu, Lwów 1911). За време Другог светског рата, објавио је кратку синтезу пољске историје на енглеском језику (Outline of Polish history, past and present) у Лондону. Учествовао је у приређивању још једног важног историјског извора објављеног тек после његове смрти, у Варшави 1971. године (Historia Chana Islam Gereja III / Hadzy Mehmed Senai z Krymu, edd. Z. Abrahamowicz – O. Gorka - Z. Wo  jcik). Умро је у Варшави 1955. године. О његовом животу и делу објављена је посебна монографија (Z. Romek, Olgierd Górka: historyk w służbie myśli propaństwowej (1908–1955), Warszawa 1997.).